# جاك غيلبرت (شاعر)
جاك غيلبرت (بالإنجليزية: Jack Gilbert)‏ هو شاعر أمريكي، ولد في 28 فبراير 1925 في بيتسبرغ في الولايات المتحدة، وتوفي في 11 نوفمبر 2012 في بيركيلي في الولايات المتحدة.